# Maureen O'Hara
Maureen O'Hara, egentligen Maureen FitzSimons, född 17 augusti 1920 i Ranelagh nära Dublin, Irland, död 24 oktober 2015 i Boise, Idaho, var en irländsk-amerikansk skådespelare och sångerska. Charles Laughton uppmärksammade O'Hara och såg till att få henne som motspelare i Alfred Hitchcocks Värdshuset Jamaica 1939. Samma år flyttade hon till Hollywood, medverkade i Ringaren i Notre Dame, samt kontrakterades av RKO Pictures. Maureen O'Hara kom sedan att medverka i filmer som Jag minns min gröna dal (1941), Den svarta svanen (1942), Under blodröda segel (1945), Sinbad sjöfararen (1947), Det hände i New York (1947), Attack i röda bergen (1950), Rio Grande (1950), Hans vilda fru (1952), Hennes vilda man (1957), Hämnaren från Gila City (1961), Föräldrafällan (1961), Rancho River (1966) Big Jake (1971) och Mammas gosse (1991).

## Biografi
O'Hara medverkade i radio redan som barn. Hon gjorde filmdebut 1938 i London. Hon fick sitt stora genombrott som stjärna redan i en av sina första filmer, 19 år gammal, i rollen som zigenarflickan Esmeralda i Ringaren i Notre Dame 1939 mot Charles Laughton. Hon fortsatte sin karriär i ledande roller, bland annat i storfilmen Jag minns min gröna dal (1941) som bygger på Richard Llewellyns kända roman om en gruvarbetarfamilj i Wales. 
Vacker och rödhårig med stora uttrycksfulla ögon, spelade hon ofta passionerade hjältinnor med känslig attityd och samarbetade ofta med regissören John Ford och skådespelaren och vännen John Wayne.
O'Hara fick aldrig någon Oscar under sin aktiva skådespelarperiod och var heller aldrig nominerad, men år 2014 tilldelades hon slutligen en Heders-Oscar för sin samlade karriär. Innan henne var det bara Myrna Loy som tilldelats en sådan utan att tidigare ha varit Oscar-nominerad. Hon har sedan 1960 en stjärna för sina insatser inom film på Hollywood Walk of Fame vid adressen 7004 Hollywood Blvd.
Hon var gift tre gånger. Hennes tredje make (1968-1978) var brigadgeneralen och flyghjälten Charles Blair.

## Filmografi i urval
- 1939 – Värdshuset Jamaica
- 1939 – Ringaren i Notre Dame
- 1941 – Jag minns min gröna dal
- 1942 – Den svarta svanen
- 1943 – De stulo mitt land
- 1945 – Under blodröda segel
- 1946 – Kärlekens serenad
- 1947 – Sinbad sjöfararen
- 1947 – Det hände i New York
- 1948 – Alla tiders dadda
- 1949 – Inteckning i livet

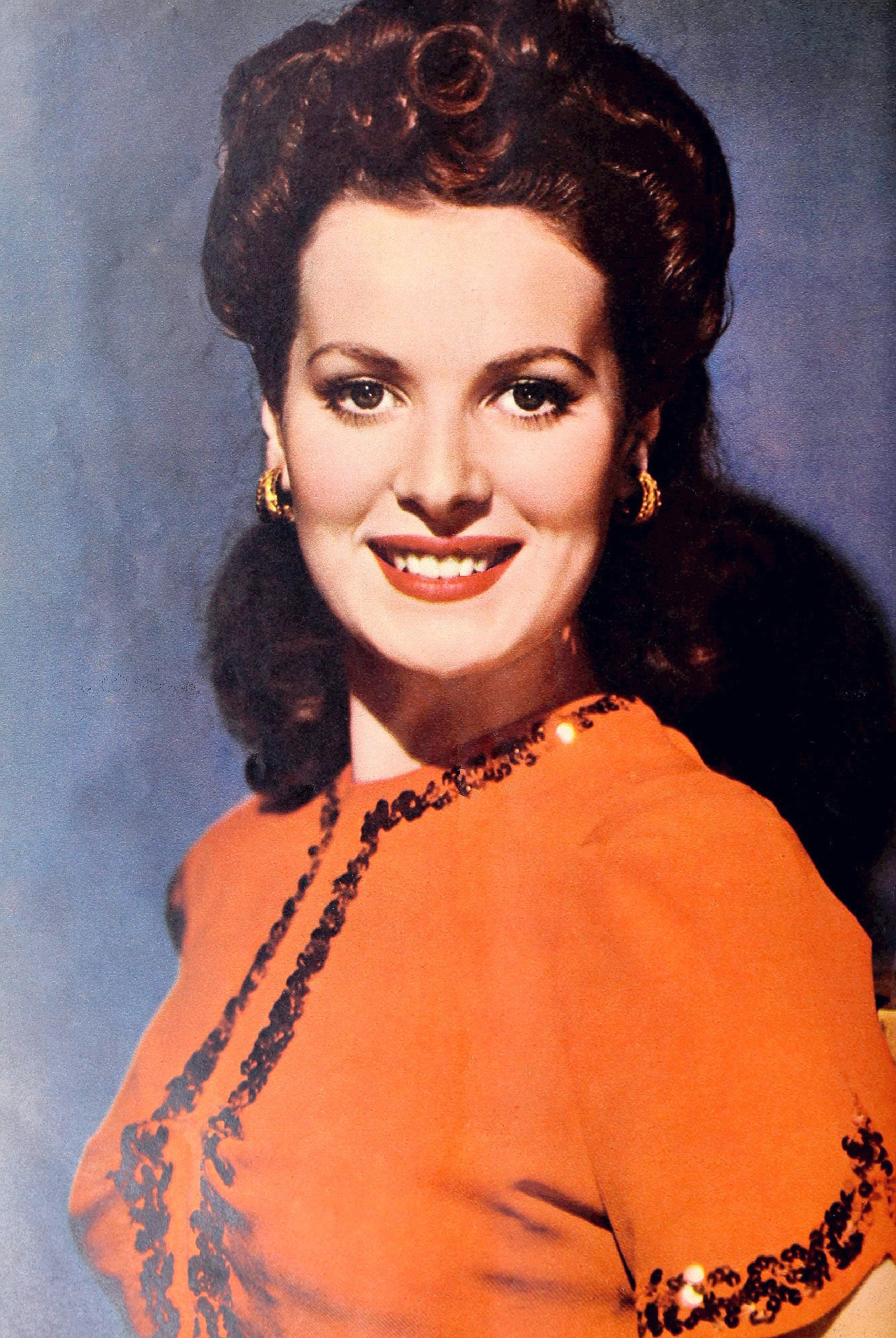
Maureen O'Hara, 1942.

- 1950 – Gränsryttarna vid Rio Grande
- 1950 – Attack i röda bergen
- 1950 – Rio Grande
- 1952 – Hans vilda fru
- 1957 – Hennes vilda man
- 1959 – Vår man i Havanna
- 1961 – Föräldrafällan
- 1962 – Herr Hobbs tar semester
- 1966 – Rancho river
- 1971 – Big Jake
- 1991 – Mammas gosse